# Prénouvellon
Prénouvellon település Franciaországban, Loir-et-Cher megyében. Lakosainak száma 261 fő (2018. január 1.). Prénouvellon Charsonville, Épieds-en-Beauce, Villamblain, Ozoir-le-Breuil, Membrolles, Beauce-la-Romaine, Tripleville és Ouzouer-le-Marché községekkel határos.

## Népesség
A település népességének változása:
| Lakosok száma | 369  | 332  | 249  | 193  | 228  | 220  | 217  | 227  | 257  | 261  |
|               | 1962 | 1968 | 1982 | 1990 | 1999 | 2008 | 2011 | 2013 | 2017 | 2018 |